# David Nwolokor
David Nwolokor (Port Harcourt, 10 de enero de 1996) es un futbolista nigeriano. Juega de portero y su equipo es el N. K. Opatija de la Segunda Liga de Croacia.

## Clubes
| Club                      | País                 | Año       |
| ------------------------- | -------------------- | --------- |
| H. N. K. Rijeka           | Croacia              | 2015-     |
| H. N. K. Šibenik (cedido) | Croacia              | 2015-2016 |
| N. K. Vitez (cedido)      | Bosnia y Herzegovina | 2016-2017 |
| Š. K. F. Sereď (cedido)   | Eslovaquia           | 2018-2019 |
| N. K. Aluminij (cedido)   | Eslovenia            | 2022      |
| N. K. Opatija (cedido)    | Croacia              | 2024-     |

## Palmarés

### Títulos nacionales
| Título          | Club            | País    | Año  |
| --------------- | --------------- | ------- | ---- |
| Copa de Croacia | H. N. K. Rijeka | Croacia | 2020 |